# 三咲あや
三咲 あや（みさき あや）は、日本の漫画家。広島県出身。
2006年、『ちゃおDX』冬号に発表した「イジワル王子を追いかけろ！」でデビュー。『ちゃお』、『ちゃおDX』およびで『GAKUMANplus』にて作品を発表。いずれも版元は小学館。
大の犬好きで、作品の中に犬を入れることが多い。
代表作は『サファイア学園 アストロカフェ』（『ちゃお』2008年6月号-8月号に連載）。